# Мала Фатра

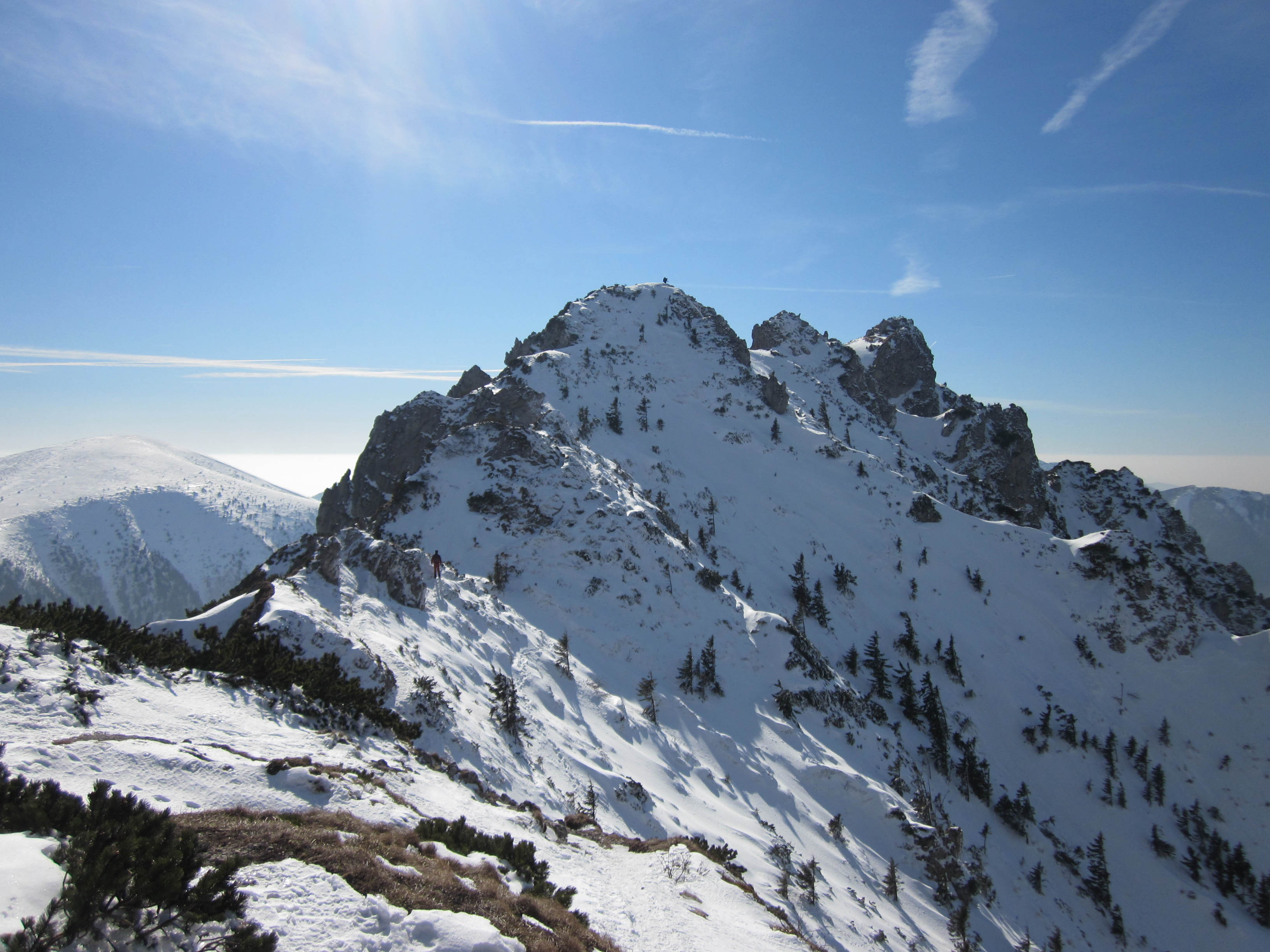
Великий Розсутец

Мала́ Фа́тра — гірський масив у Словаччині, частина Західних Карпат.
Масив простягається з північного сходу на південний захід. На півночі переходить у Бескиди, на півдні — в Повазький Іновець, на сході, через долину Вагу, — у Велику Фатру. Через центральну частину проходить долина річки Ваг. Найвища точка — гора Великий Крівань (1710 м).
Складові частини —
- Криванська Фатра
- Криванські Вітрові голі
- Лучанська Фатра

## Гідрографія
Протікають
- Белянський потік[1]
- Бистрічка (притока Орави)[2]
- Бистрічка (притока Турця)[3]
- Білий потік[4]
- Браниця[5]
- Валаський потік[6]
- Вшівак[7]
- Істебнянка[8]
- Кам'яний потік[9]
- Клячанський потік[10]
- Конштиця[11]
- Красний потік[12]
- Кур[13]
- Мала Браниця[14]
- Межигірський потік[15]
- Петерський потік[16]
- Пивоварський потік[17]
- Підгайський потік[18]
- Поломець[19]
- Рибна[20]
- Слованський потік[21]
- Странський потік[22]
- Странявський потік[23]
- Студенець[24]
- Трновка[25]
- Требостовський потік[26]
- Турянський потік[27]
- Яворина[28]